# Schloss Courtelary
Das Schloss Courtelary ist ein Schloss und der Sitz der Präfektur des Verwaltungskreises Berner Jura in der Gemeinde Courtelary im Kanton Bern, Schweiz. Das Schloss ist als schützenswertes Objekt von regionaler Bedeutung im Bauinventar des Kantons Bern unter KGS-Nr.: 860 verzeichnet.

## Geschichte
Das bereits im 12. Jahrhundert erwähnte Edelgeschlecht von Courtelary besass als Ministeriale der Grafen von Neuenburg ein nicht mehr auffindbares «Festes Haus» (Maison forte) im Dorf Courtelary. Erwähnt ist der Ritter Peter von Courtelary, der 1335 dem Grafen Rudolf III. von Nidau diverse Güter schenkte, welche er auf Lebenszeit als Lehen behielt. Einige Herren aus der Familie wurden Schultheiss zu Biel, Vogt zu Erlach oder in Le Landeron, andere traten in die Klöster der Umgebung ein. Mit Burkard von Courtelary, der in französischen Diensten als Hauptmann eines solothurnischen Fähnleins im Piemont 1559 verstarb, erlosch das Geschlecht.
1530 wurde in der Herrschaft Erguel gegen den Willen der Talschaft durch Biel die Reformation eingeführt. Darauf schlossen sie 1555 ein Burgrecht mit der Stadt Solothurn ab und forderten 1556 ihr Gewohnheitsrecht von ihren Herren. Mit diesem Vertrag konnten sie 1604 bei Gerichtsfällen das Gericht in Courtelary statt in Biel aufrufen. Die Vogtei Erguel hatte mit dem vom Basler Bischof eingesetzten Kastlan Petermann von Ligerz ab 1606 ihren Sitz im neuen Schloss von Courtelary. 
Während des dreissigjährigen Krieges wurde 1639 das Dorf durch marodierende Soldaten des Herzogs von Sachsen-Weimar geplündert und gebrandschatzt. 
Im Zuge der Gegenreformation ab 1590 kam es während der Landestroublen 1726–1746 zu schweren Zerwürfnissen zwischen dem Bischof von Basel und der Bevölkerung die unter Einsatz französischer Truppen 1740 niedergeschlagen wurden.
1792 wurde Courtelary für kurze Zeit der Sitz der von Revolutionären zusammenberufenen Nationalversammlung für die Errichtung einer Republik, die allerdings nicht gelang. Von 1797 bis 1814 war Courtelary der Hauptort des gleichnamigen Kantons im französischen Département Mont-Terrible, bis es 1815 mit den Gebieten des Juras dem Kanton Bern angeschlossen wurde. Das Schloss wurde 1831 der Amtssitz des 2009 aufgelösten Bezirks Courtelary und ist aktuell der Sitz des Verwaltungskreises Berner Jura.

## Gebäude
Die Schlossanlage mit dem Haupt- und mehreren Nebengebäuden liegt in der Dorfmitte mit einem zur Strasse vorgelagerten Barockgarten und ist von einer Steinmauer umgeben. Das 1606 von Petermann von Ligerz (de Gléresse) erbaute Schloss erfuhr in jedem der folgenden Jahrhunderte Umbauten. Unter dem hohen leicht geknickten Krüppelwalmdach ist die Fassade des zweigeschössigen Baus in acht unregelmässige Achsen unterteilt. Die Fensterlaibungen und Türgewände sind mit dem gelben Kalkstein aus der Umgebung in profilierten Formen ausgeführt. Ausser der mit Sichtmauerwerk ausgeführten südwestlichen Giebelseite sind die Fassaden weiss verputzt und durch die traditionell bemalten Fensterläden dekorativ aufgelockert. Der gepflasterte nördliche Hof ist der Eingangsbereich und Vorplatz für die Nebengebäude. Über der Eingangspforte sind die Wappen von Bern und Courtelary aufgemalt. In den Nebengebäuden befanden sich die Wohnungen der Dienstleute und in einem davon ein Gefängnis aus dem 19. Jahrhundert. Mit den im gleichen Stil gestalteten Nebengebäuden ist das Schloss mit seiner hoher Qualität unter den grossen Häusern des 19. Jahrhunderts der Umgebung beeindruckend.